# IceGators de la Louisiane (SPHL)
Les IceGators de la Louisiane sont une franchise amateur de hockey sur glace situé à Lafayette en Louisiane aux États-Unis. Elle évolue dans la SPHL.

## Historique
L'équipe a été créé en 2009.

## Ancien logo

Logo de 2009 à 2011